# Pardosa buchari
Pardosa buchari este o specie de păianjeni din genul Pardosa, familia Lycosidae, descrisă de Ovtsharenko, 1979. Conform Catalogue of Life specia Pardosa buchari nu are subspecii cunoscute.